# Ion Popescu-Sibiu
Ion Popescu-Sibiu (n. 1901, Sibiu - 11 septembrie 1974, București) a fost un medic, psihiatru și psihanalist. A fost unul dintre fondatorii psihanalizei după Sigmund Freud în România.